# Al-Humaydí
Abu-Abd-Al·lah Muhàmmad ibn Abi-Nasr Futuh ibn Abd-Al·lah ibn Futuh ibn Humayd ibn Yàssil al-Azdí al-Humaydí al-Andalussí al-Mayurqí adh-Dhahirí (àrab: أبو عبد الله محمد بن أبي نصر فتوح بن عبد الله بن فتوح بن حميد بن يصل الأزدي الحميدي الأندلسي الميورقي الظاهري, Abū ʿAbd Allāh Muḥammad b. Abī Naṣr Futūḥ b. ʿAbd Allāh b. Futūḥ b. Ḥumayd b. Yaṣil al-Azdī al-Ḥumaydī al-Andalusī al-Mayūrqī aẓ-Ẓāhirī), més conegut simplement com a al-Humaydí (Mallorca, vers el 1029 - Bagdad el 1095), fou un savi mallorquí procedent de la tribu iemenita dels Azd. Va estudiar teologia, la tradició (sunna) i dret (fiqh) i fou un dels savis més admirats del seu temps. L'única obra que se'n conserva és Foc del que aprèn en el record dels governadors de l'Àndalus (àrab: جذوة المقتبس في ذكر ولاة الأندلس, Jaḏwat al-muqtabis fī ḏikr walāt al-Andalus), que no és una gran obra, ja que la va escriure a Bagdad sense poder consultar les referències.